# Fimbristylis schultzii
Fimbristylis schultzii är en halvgräsart som beskrevs av Johann Otto Boeckeler. Fimbristylis schultzii ingår i släktet Fimbristylis och familjen halvgräs. Inga underarter finns listade i Catalogue of Life.